# Luc Petit
Pour les articles homonymes, voir Petit.
 (mars 2024).
La mise en forme du texte ne suit pas les recommandations de Wikipédia : il faut le « wikifier ».
Les points d'amélioration suivants sont les cas les plus fréquents. Le détail des points à revoir est peut-être précisé sur la page de discussion.
- Les titres sont pré-formatés par le logiciel. Ils ne sont ni en capitales, ni en gras.
- Le texte ne doit pas être écrit en capitales (les noms de famille non plus), ni en gras, ni en italique, ni en « petit »…
- Le gras n'est utilisé que pour surligner le titre de l'article dans l'introduction, une seule fois.
- L'italique est rarement utilisé : mots en langue étrangère, titres d'œuvres, noms de bateaux, etc.
- Les citations ne sont pas en italique mais en corps de texte normal. Elles sont entourées par des guillemets français : « et ».
- Les listes à puces sont à éviter, des paragraphes rédigés étant largement préférés. Les tableaux sont à réserver à la présentation de données structurées (résultats, etc.).
- Les appels de note de bas de page (petits chiffres en exposant, introduits par l'outil «  Source ») sont à placer entre la fin de phrase et le point final[comme ça].
- Les liens internes (vers d'autres articles de Wikipédia) sont à choisir avec parcimonie. Créez des liens vers des articles approfondissant le sujet. Les termes génériques sans rapport avec le sujet sont à éviter, ainsi que les répétitions de liens vers un même terme.
- Les liens externes sont à placer uniquement dans une section « Liens externes », à la fin de l'article. Ces liens sont à choisir avec parcimonie suivant les règles définies. Si un lien sert de source à l'article, son insertion dans le texte est à faire par les notes de bas de page.
- La présentation des références doit suivre les conventions bibliographiques. Il est recommandé d'utiliser les modèles {{Ouvrage}}, {{Chapitre}}, {{Article}}, {{Lien web}} et/ou {{Bibliographie}}. Le mode d'édition visuel peut mettre en forme automatiquement les références.
- Insérer une infobox (cadre d'informations à droite) n'est pas obligatoire pour parachever la mise en page.

Pour une aide détaillée, merci de consulter Aide:Wikification.
Si vous pensez que ces points ont été résolus, vous pouvez retirer ce bandeau et améliorer la mise en forme d'un autre article.
 (mars 2022).
Il peut être nécessaire de l'améliorer pour respecter le principe de neutralité de point de vue. Veuillez consulter la page de discussion pour plus de détails.

 (mars 2022).
Luc Petit, né à Tournai (Belgique) le 2 août 1962, est un directeur artistique, metteur en scène et un créateur de spectacles, d'événements, d'expositions.

## Biographie

### Jeunesse
Luc Petit nait à Tournai en 1962. Il est vite attiré par les arts de la scène et du cinéma. Il étudie à l'Institut des Arts de Diffusion (IAD) de Louvain-la-Neuve, où il se spécialise en réalisation télévisuelle.

### Carrière
Après sa formation, il a commencé à travailler chez No Télé (une chaîne de télévision locale de la région de Tournai ).
Luc Petit a collaboré avec des entreprises artistiques et culturelles comme le festival Juste pour Rire à Montréal, le Cirque du Soleil, Jean-Paul Gaultier et Disney,.
Il a travaillé la cérémonie d'ouverture de l'EuroFoot 2000 à Bruxelles. En 2012, Luc Petit et son équipe conceptualisent la comédie musicale, inspirée de l'histoire de Peter Pan, mêlant danses, chants, acrobaties, jeux de lumière et vidéomapping.
En 2014, il crée  le spectacle Texas Aggies go to war, célébrant le 70e anniversaire de la bataille des Ardennes. Le spectacle, a reçu le Trophée de l'Evénement Exceptionnel à Cannes.
En 2015, il conçoit et réalise « Inferno », spectacle réalisé pour la cérémonie d'ouverture du bicentenaire de la bataille de Waterloo, pour lequel il a reçu le prix du « Meilleur réalisateur créatif » au Festival EuBEA de Séville.
Quelques mois plus tard, il met en scène Décrocher la Lune. Pour cela, il a été récompensé au BEA Festival avec un Silver Award. Ce projet sera également récompensé quatre fois au EuBea et remportera le Prix TEA de la réalisation d'un événement exceptionnel avec un budget limité.
Il développe différents projets pour Wanda Group Entertainment en Chine mais aussi d'autres entreprises. De plus, depuis 2015, Luc Petit et son équipe internationale ont travaillé sur un spectacle unique à Qingdao - Chine, le "Qing Show".
Ensuite, en 2021, Luc Petit accompagné de Michel Teheux et de plus de 50 artistes et techniciens mènent un geste symbolique, le samedi 13 mars, pour faire revivre les arts de la scène après une année d'arrêt à la suite de la crise sanitaire. En juillet, Luc Petit s'installe dans la ville de Namur pour un nouveau spectacle dans le cadre des Folkloriales avant de réitérer dans la ville de Bastogne.
Peu après Luc Petit et son équipe des Nocturnales enchainent les représentations, notamment à Beloeil où il revisite Le Petit Chaperon Rouge de Perrault et des Frères Grimm dans le parc du château durant deux semaines,. Quand vient l'été, il propose une nouvelle création propre à son concept d'opéra patrimonial à Modave, pour la première fois.
À l'aube de 2022, Luc Petit pensait renouer avec sa série Le Noël des Cathédrales en présentant un spectacle inédit à Tournai et à Lille : Le Combat des Anges, la nouvelle vague du covid-19 va cependant le contraindre à devoir annuler la tournée à la suite des nouvelles mesures gouvernementales. Ainsi, ce sont 80 représentations qui ne verront jamais le jour. Luc Petit va introduire un recours auprès du gouvernement à la suite de ces annulations forcées et un spectacle symbolique sera tout de même joué Le Combat des Anges.
En août 2022, le metteur en scène Tournaisien reprend possession du Parc du Château de Belœil, avec le spectacle Pinocchio. Une revisite du célèbre conte de Carlo Collodi, avec plus de 60 acteurs, 9 scènes, répartis sur plus d'un kilomètre de parcours. Un spectacle de 40 représentations pour un total de plus de 17 000 spectateurs.
En septembre 2022, le metteur en scène Luc Petit est récompensé pour son travail de remise en valeur du patrimoine par le Gouvernement Fédéral Wallon qui l'élève au titre de Chevalier du Mérite Wallon lors des fêtes de Wallonie 2022.
La fin d’année 2022 et l’aube de 2023 voient une nouvelle fois par la tournée de « Noël des Cathédrales ». Cette fois-ci, ce sont deux spectacles qui sont présentés en simultané : Le combat des anges et Le Sablier de Noël. Cette tournée passe notamment par les villes de Lille, Bruxelles et Namur.
En mars 2023, Luc Petit propose dans la ville de Liège un spectacle inédit : Le Carnaval des Animaux. Avec Luc Petit comme metteur en scène et l’humoriste Bruno Coppens comme scénariste, ce spectacle fait preuve d’un défi technique : la suspension d’un miroir géant permettant la réflexion d’images projetées au sol. Ce spectacle réunit plus de 20 danseurs et 130 costumes ainsi que l'Orchestre philharmonique royal de Liège – coproducteur du spectacle.
Pour célébrer les 800 ans de la remise de la charte des libertés, Luc Petit met en scène le folklore de la ville de Wavre : Le Jeu de Jean et Alice. À travers un mapping créé pour l'événement, ce sont plus de 400 bénévoles et artistes qui font vivre ce spectacle sur la Place Cardinal Mercier.
L’été 2023 marque le retour du spectacle annuel du Château de Belœil. Cette fois-ci, Luc Petit met en scène sa vision du conte de Peter Pan, avec plus d’une centaine d’artistes et figurants. Spectacle déambulatoire d’une heure trente et pluridisciplinaire, il rassemble 23 000 spectateurs en 57 représentations.
Production Avant Que L’Ombre, La Nuit des Dragons a fait voyager les spectateurs dans le monde enflammé et légendaire des dragons au sein du Château de Rixensart.
L’année 2023 fut, elle aussi, clôturée par la tournée de Noël des Cathédrales. Cette fois-ci, la nouvelle création de Luc Petit, L’Arche de Noël sera jouée dans les cathédrales et églises de 3 villes belges : l'Église Saint-Martin d'Arlon, la cathédrale Saint-Paul de Liège et la Cathédrale Notre-Dame de Tournai.
Le début d’année 2024 fut marqué par le grand retour du Carnaval des Animaux, cette fois-ci au Cirque Royal de Bruxelles du 7 au 10 mars.
Le 6 juillet 2024, en collaboration avec le Fonds Belval, il met en scène le spectacle pluridisciplinaire Métal Sonore dans le cadre de la Fête des hauts Fourneaux à Esch-sur-Alzette, au Luxembourg[source insuffisante].
Luc Petit a mis en scène le roman de Jules Verne Le Tour du Monde en 80 Jours au Château de Beloeil. Du 25 juillet 2024 au 18 août 2024, ce sont plus de 100 artistes, bénévoles et techniciens qui ont travaillé pour donner vie à ce récit,,. Ce sont 26 000 visiteurs qui ont assisté à ce spectacle en plus de 70 représentations.
La période automnale a été marquée par le spectacle "Le Secret des Dragons" à Tournai avec près de 3 semaines de représentations, mais aussi par le retour du Carnaval des Animaux qui a été joué, cette fois-ci, au Palais des Beaux-Arts de Charleroi. ce sont 4 représentations qui ont été jouées en un week-end.
Le mois de décembre a été marqué par la participation de Luc Petit à la mise en scène du spectacle "Texas Aggies : Into The Battlefield" en hommage au 80ème anniversaire de la Bataille des Ardennes. Celui-ci a eu lieu au Mémorial du Mardasson, à Bastogne et a nécessité la mise en place de centaines de bénévoles, artistes et techniciens,.
Pour clôturer l'année 2024 et débuter l'année 2025, Luc Petit a mis en scène deux spectacles en simultané : Le Petit Prince de Noël et Le Combat Céleste. Le premier a été joué à Liège, Namur, Tournai et Arlon ; le second, quant à lui, a été joué à Huy et Ath. Ce sont au total 54 représentations qui ont été performées pour Le Petit Prince et 21 pour Le Combat Céleste,,.

## Spectacles
- Euro 2000 (show director)[50].
- Décrocher la lune 1 (La Louvière, Belgique) (show director).
- Chapeau Europa[51].
- Disney Cinema Parade[52].
- Décrocher la lune 2 (La Louvière, Belgique) (show director).
- Au fil de l'homme
- Zarabanda
- Bois du Cazier
- Décrocher la lune 3 (La Louvière, Belgique) (show director).
- Les Imaginaires: Waremme (show director)
- Belgacom Xmas party
- Crown Macau opening[53].
- Fortissim'o
- Défilé Les Petits Riens[54].

- Natan
- Les Nocturnales de Noël: Dites-moi les Anges (show director)[55].
- Mobistar.
- Nespresso Lattissima
- Bilbao Celestial urban opera
- Le Grand Charivari
- Plaisirs d'hiver[56].
- Belgacom Phi
- Les Nocturnales de Noël: Et le Ciel rêva de la Terre
- Nespresso Citiz
- Thalys
- Défilé Mais il est où le Soleil ? 10 ans (show director)[57].
- Jardins de feu (show director)[58].
- Nespresso Avenches
- Juste pour Rire: Le Monde de Victor
- Besix 100 ans[59].
- Le Grand Baiser.
- Décrocher la lune 4 (La Louvière, Belgique) (show director).
- Orange
- Expo Cédric
- Les Nocturnales de Noël : Quand le Ciel et la Terre s'embrassèrent (show director)
- Les Imaginaires : Pour que les pierres deviennent feu
- Fashion show : Mais il est où le soleil?
- Amway 15 years
- Juste pour rire : Pink Cendrillon & Le Grand Bisou
- Les Nocturnales de Noël : Les Carillons du Ciel (show director)
- Fashion show: Mais il est où le soleil? (show director)
- Metinvest 5 years
- Juste pour Rire: Pinkarnaval
- Telenet : 15e anniversaire
- Besix: 100 years
- Doha
- Les Nocturnales, Huy
- Amway
- Décrocher la lune 5 (La Louvière, Belgique) (show director)[60],[61].
- Peter Pan (Conceptor & Show Director)[62].
- Story of a Fort: Legacy of a Nation (show director)[63].
- Juste Pour Rire: Terra Karnaval & Le Grand Bisou
- Private birthday in Roma at Cinecittà (conceptor and show director)
- Texas Aggies Go to War, a commemorating show in the Mardasson (show director)
- Discovery of a new world, Harbin China for Wanda Group (show director)[64].
- Inferno, the opening show of the bicentenary of the Waterloo's battle. (show director)
- Décrocher la lune 6, La Louvière, Belgique (show director)[65].
- Les Sonneurs de Noël  : heritage opera in Wallonie tour & Brussels - Belgium / Lille - France
- Origin : spectacle son et lumière permanent aux Grottes de Han
- Les Féeries de Beloeil 1st edition : heritage opera in the Castle of Beloeil - Belgium.
- Le Voyage des Mages  : heritage opera in Wallonie tour & Brussels - Belgium
- Qing Show  : permanent show in Qingdao - China
- Les Féeries de Beloeil 2e édition : heritage opera in the Castle of Beloeil - Belgium.
- Les Routes de la Liberté : commemoration show in Bastogne - Belgium[66]
- L'Horloger de Noël : heritage opera in Wallonie tour - Belgique
- Tournai d'été : opéra patrimonial - Belgique
- Les Folkloriales de Namur : opéra patrimonial - Belgique
- Le Petit Chaperon Rouge : opéra patrimonial - Belgique
- De Modave à Versailles : opéra patrimonial - Belgique
- Les Folkloriales de Bastogne : opéra patrimonial - Belgique
- Noël des Cathédrales : Le Combat des Anges : opéra patrimonial - France (Lille) et Belgique (Tournai)
- Noël des Cathédrales : Le Sablier de Noël : opéra patrimonial - Belgique
- Pinocchio : opéra patrimonial - Beloeil - Belgique[67],[68]
- Le Carnaval des Animaux - Liège - Belgique[69]
- Le Jeu de Jean et Alice - Wavre - Belgique[70]
- Peter Pan - Beloeil - Belgique[71]
- La Nuit des Dragons - Rixensart - Belgique[72]
- L'Arche de Noël - opéra patrimonial en tournée en Wallonie - Belgique[73]
- Le Carnaval des Animaux - Bruxelles - Belgique[74]
- Métal Sonore - Esch-sur-Alzette - Luxembourg
- Le Tour du Monde en 80 Jours - Beloeil - Belgique
- Le Secret des Dragons - Tournai - Belgique
- Le Carnaval des Animaux - Charleroi - Belgique
- Texas Aggies Into The Battlefield - Bastogne - Belgique
- Le Combat Céleste - Ath, Huy - Belgique
- Le Petit Prince de Noël - Liège, Namur, Tournai et Arlon - Belgique

## Récompenses
- 2011 : Troisième prix du meilleur événement d'entreprise interne à l'EuBEA pour le 5e Anniversaire de Metinvest
- 2015 : Trophée de l'événement à Cannes pour Texas Aggies Go To War
- 2016 : Prix d'or au BEA pour Waterloo 2015
- 2016 : Prix d'argent au BEA pour Décrocher la Lune
- 2016 : Trophée de l'événement à Cannes pour Inferno
- 2016 : Médaille d'or de la meilleure cérémonie d'ouverture/célébration au EuBEA pour Décrocher la Lune 6
- 2016 : Médaille d'or du meilleur événement culturel au EuBEA pour Décrocher la Lune 6
- 2016 : Médaille d'argent du meilleur événement européen au EuBEA pour Décrocher la Lune 6
- 2016 : Médaille de bronze de la meilleure agence européenne au EuBEA pour Décrocher la Lune 6
- 2017 : Prix TEA de la réalisation d'un événement exceptionnel avec un budget limité pour Décrocher la Lune 6
- 2019 : Prix du meilleur lieu d'événement au BEA World 2019 pour Origin
- 2020 : Médaille d'or du meilleur événement éducatif au BEA World pour Les Routes de la Liberté
- 2020 : Médaille d'argent du meilleur événement culturel au BEA World pour Les Routes de la Liberté
- 2021: Premier Prix THEA Best Award For Outstanding Achievement remis à Los Angeles pour Les Routes de La Liberté

- 2022 :  Chevalier du Mérite wallon (Ch.M.W.)[75]